# گولایا
گولایا (انگلیسی: Golaya) یک کوه آتشفشانی در شبه‌جزیره کامچاتکای کشور روسیه است.